# Comuna de Miedzna
Miedzna (polaco: Gmina Miedzna) é uma gminy (comuna) na Polónia, na voivodia de Mazóvia e no condado de Węgrowski. A sede do condado é a cidade de Miedzna.
De acordo com os censos de 2004, a comuna tem 4158 habitantes, com uma densidade 35,9 hab/km².

## Área
Estende-se por uma área de 115,78 km², incluindo:
- área agricola: 67%
- área florestal: 27%

## Demografia
Dados de 30 de Junho 2004:
|                      | Total   | Total | Mulheres | Mulheres | Homens  | Homens |
| -------------------- | ------- | ----- | -------- | -------- | ------- | ------ |
|                      | pessoas | %     | pessoas  | %        | pessoas | %      |
| População            | 4158    | 100   | 2066     | 49,7     | 2092    | 50,3   |
| Densidade (pop./km²) | 35,9    | 100   | 17,8     | 17,8     | 18,1    | 18,1   |

De acordo com dados de 2002, o rendimento médio per capita ascendia a 1279,92 zł.

## Subdivisões
- Miedzna, Międzyleś, Orzeszówka, Poszewka, Rostki, Tchórzowa, Ugoszcz, Warchoły, Wola Orzeszowska, Wrotnów, Wrzoski, Zuzułka, Żeleźniki.

## Comunas vizinhas
- Kosów Lacki, Liw, Sokołów Podlaski, Stoczek, Węgrów